# 奥尼翁河畔舍维涅
奧尼翁河畔舍维涅（法語：Chevigney-sur-l'Ognon，法語發音：[ʃəviɲɛ syʁ lɔɲɔ̃]）是法国杜省的一个市镇，位于该省西部，属于贝桑松区。

## 地理
奥尼翁河畔舍维涅（47°17'52"N, 5°50'18"E）面积4.58 平方千米，位于法国勃艮第-弗朗什-孔泰大區杜省，该省份为法国东部内陆省份，北起上索恩省，西接汝拉省，东部及东南部与瑞士接壤，东北部与贝尔福地区省接壤。
与奥尼翁河畔舍维涅接壤的市镇（或旧市镇、城区）包括：博莫特莱潘、努瓦龙特、勒科洛涅、吕费堡、布吕塞。

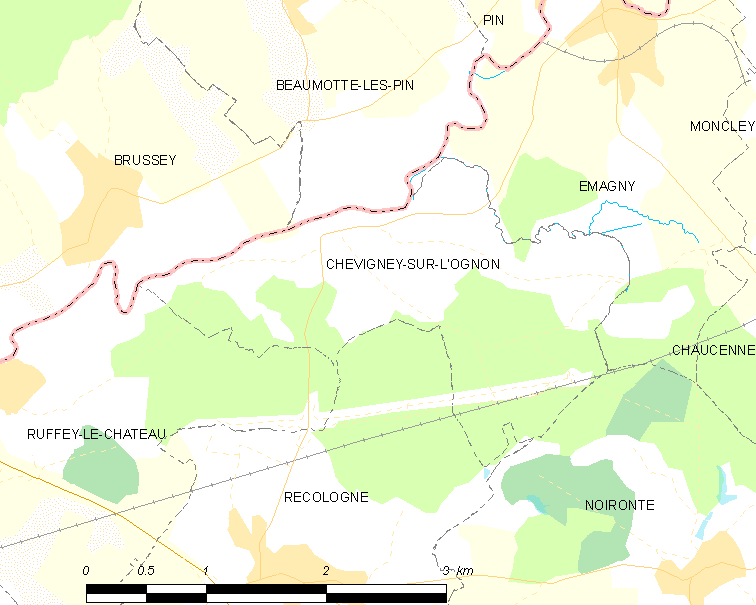
奥尼翁河畔舍维涅的OSM定位图

奥尼翁河畔舍维涅的时区为UTC+01:00、UTC+02:00（夏令时）。

## 行政
奥尼翁河畔舍维涅的邮政编码为25170，INSEE市镇编码为25150。

## 政治
奥尼翁河畔舍维涅所属的省级选区为圣维特县。

## 人口

1962-2008年间奥尼翁河畔舍维涅人口变化图示

奥尼翁河畔舍维涅于2022年1月1日时的人口数量为294人。